# Сан Джовани д'Асо
Сан Джова̀ни д'А̀со (на италиански: San Giovanni d'Asso) е село в централна Италия, община Монталчино, провинция Сиена, регион Тоскана. Разположено е на 310 m надморска височина.